# Giuseppe Valditara
Giuseppe Valditara (n. 12 ianuarie 1961, Milano, Italia) este un politician italian.